# Hystrichodexia insolita
Hystrichodexia insolita là một loài ruồi trong họ Tachinidae.